# Harmannsdorf
Harmannsdorf est une commune autrichienne du district de Korneuburg en Basse-Autriche.